# Georg von Frauenfeld

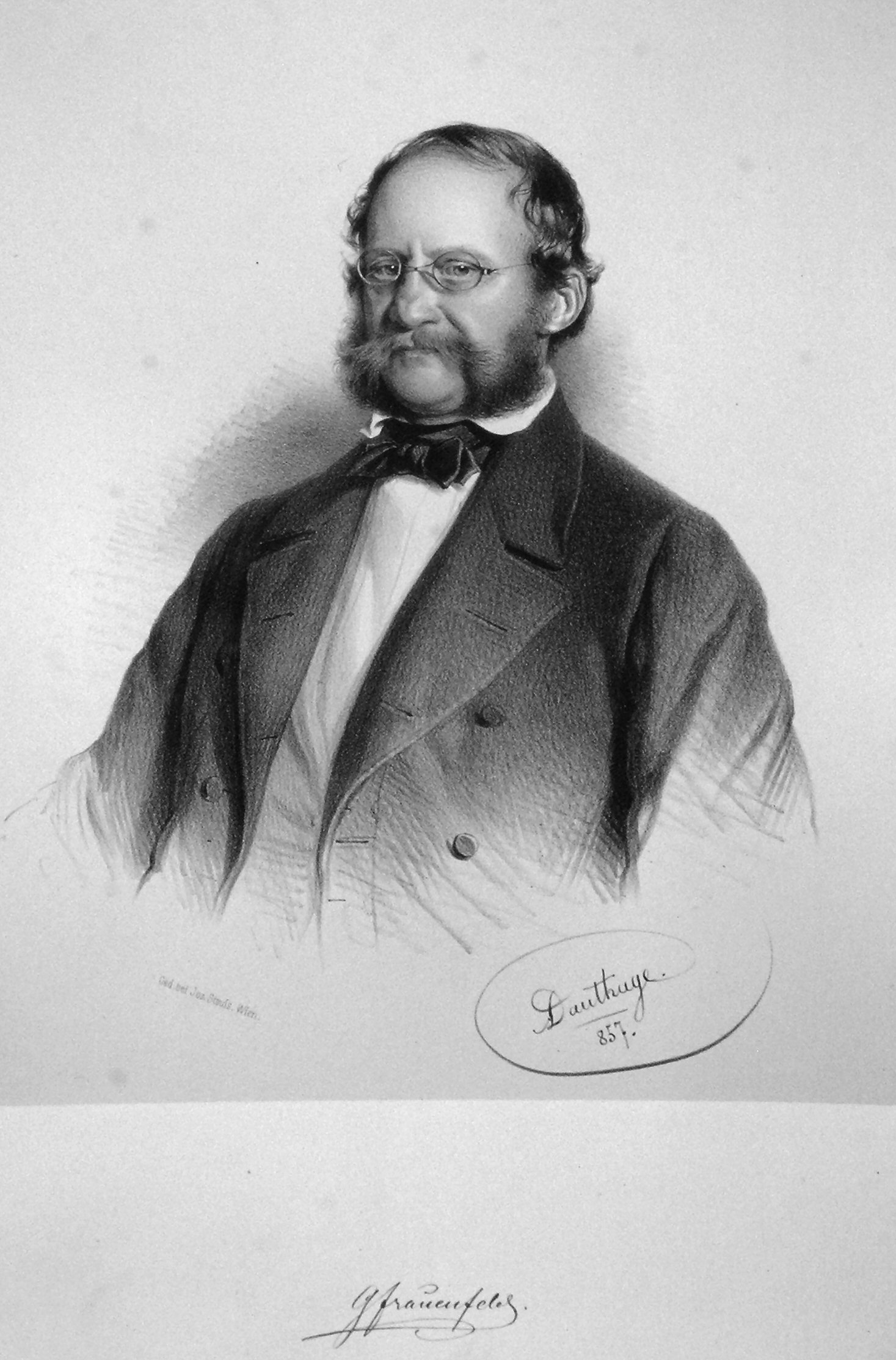
Georg von Frauenfeld, Lithographie von Adolf Dauthage, 1857

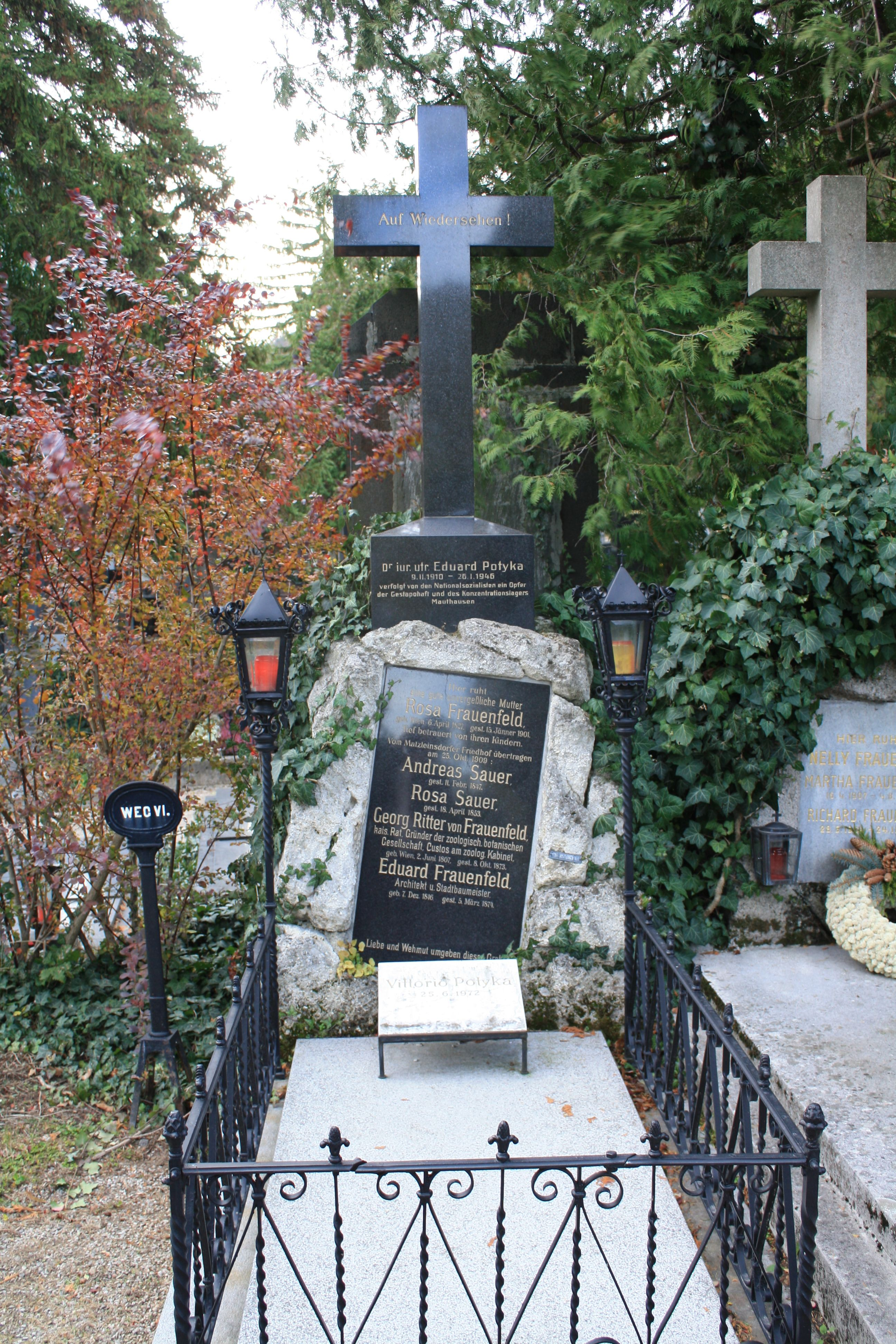
Grab auf dem Friedhof in der Hinterbrühl

Georg Ritter von Frauenfeld (* 3. Juni 1807 in Wien; † 8. Oktober 1873 ebenda) war ein k. k. österreichischer Naturforscher und Zoologe mit den Spezialgebieten Entomologie und Malakologie. Sein offizielles botanisches Autorenkürzel lautet „Frauenf.“.
Frauenfeld war Kustos der Mollusken-Sammlung im damaligen „k.k. Zoologischen Hof-Cabinet“ (heute: Naturhistorisches Museum Wien). 1851 gründete er in Wien die „Zoologisch-Botanische Gesellschaft“ und nahm von 1857 bis 1859 an der Novara-Expedition teil. Im Jahr 1868 wurde er zum Mitglied der Leopoldina gewählt.
Begraben liegt von Frauenfeld am Friedhof in der Hinterbrühl in Niederösterreich.

## Mitgliedschaften und Ehrungen
- 1860 Österreichisch-kaiserlicher Leopold-Orden III. Klasse und Erhebung in den erblichen Ritterstand
- 1868 Vizepräsident und Redakteur der Schriften des „Vereines zur Verbreitung naturwissenschaftlicher Kenntnisse“, Wien.

## Schriften (Auswahl)
- Über eine neue Fliegengattung: Raymondia, aus der Familie der Coriaceen, nebst Beschreibung zweier Arten derselben. In: Sitzungsber. Akad. Wiss. Wien. Band 18, 1855, S. 320–333.
- Die Algen der dalmatinischen Küste, mit 26 großformatigen Farbtafeln. Wien 1855.
- Über die Paludinen aus der Gruppe der Paludina viridis Poir. In: Sitzber. Akad. Wiss. Wien, mathem.-naturwiss. Classe 22, 1. T., 1857, S. 569–578.
- Reise von Shanghai bis Sidney auf der k. k. Fregatte Novara. In: Verhandlungen des Zoologisch-Botanischen Vereins in Wien. Band 9. Wien 1859, S. 374–382.
- Notizen, gesammelt während meines Aufenthaltes auf Neuholland, Neuseeland und Taiti, bei der Fahrt Sr. Majestät Fregatte Novara in jenen Gewässern (vorgetragen in der Sitzung vom 13. Oktober 1859). In: Sitzungsberichte der Mathematisch-Naturwissenschaftlichen Classe der Kaiserlichen Akademie der Wissenschaften Wien. 23 bis 28, 1860, S. 717–732.
- Bericht über weitere Bearbeitung der Novara-Sammlungen und Fortsetzung der Diagnosen neuer Lepidopteren von Dr. Felder. 1861.
- Über Scenopinus und Platypeza. In: Verhandlungen des Zoologisch-Botanischen Vereins in Wien. Band 14, 1864, S. 65–69.
- Eier in einem Australischen Farne. In: Verhandlungen des Zoologisch-Botanischen Vereins in Wien. Band 14, 1864, S. 383–384.
- Zoologische Miscellen. XI. In: Verhandlungen der Zoologisch-Botanischen Gesellschaft in Wien. Band 17, 1867, S. 425–502.
- Zoologische Miscellen. XV. In: Verhandlungen der Zoologisch-Botanischen Gesellschaft in Wien. Band 18, 1868, S. 885–899.
- Die Grundlagen des Vogelschutzgesetzes. Wien 1871 (Digitalisat und Volltext im Deutschen Textarchiv).